# Botschaft der Republik Indien (Bonn)

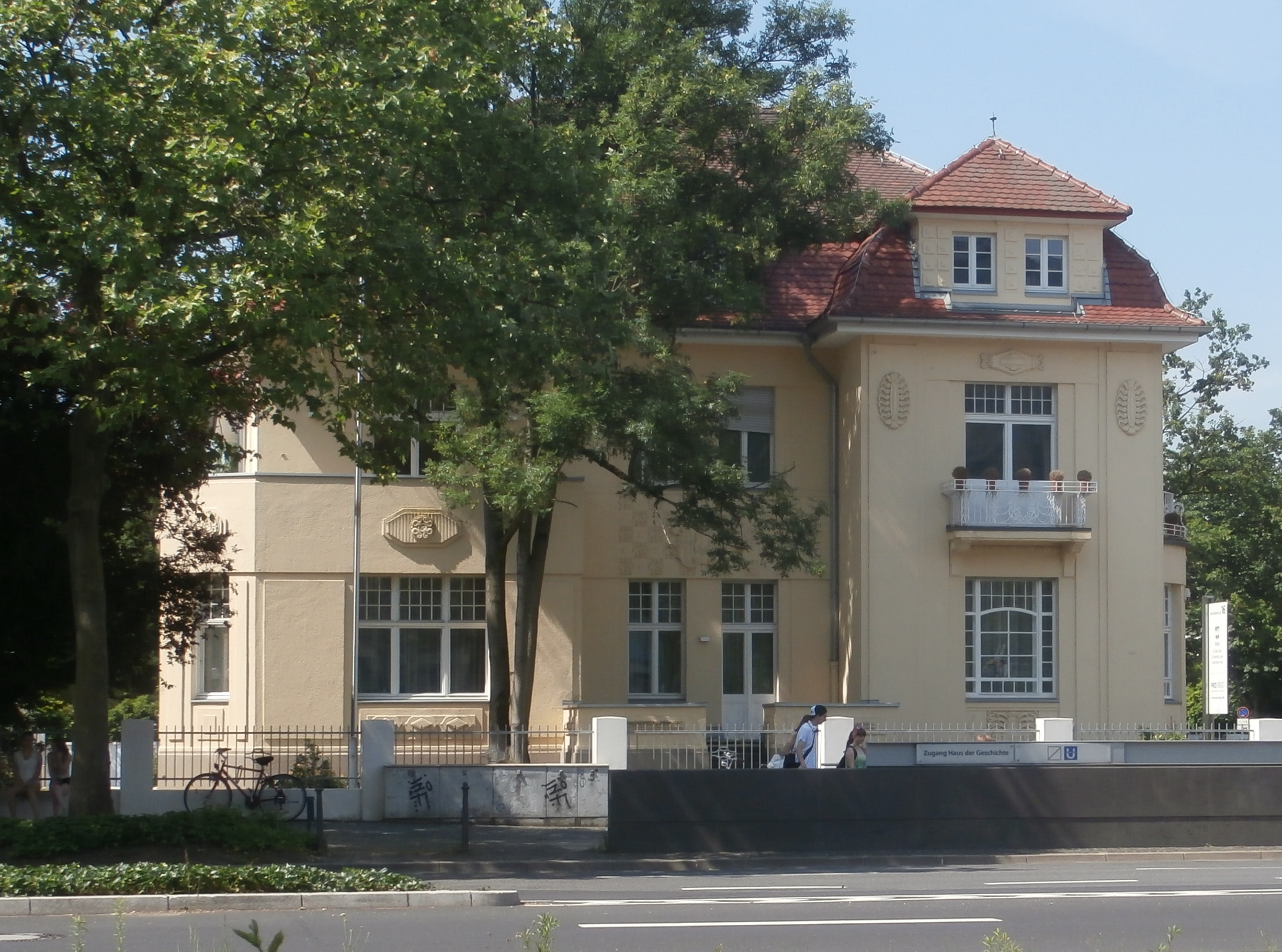
Ehemalige Botschaft der Republik Indien, Willy-Brandt-Allee 16 (2013)

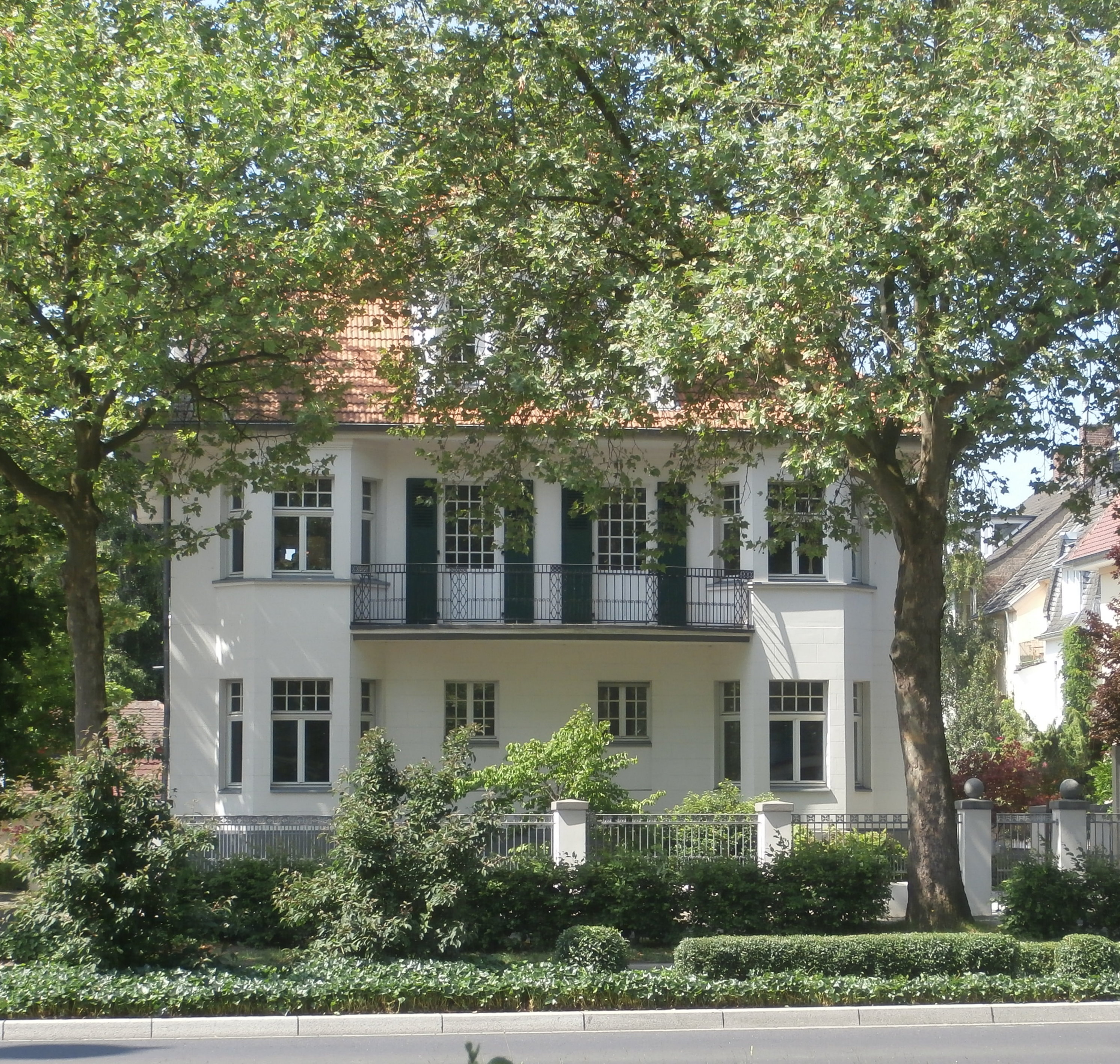
Ehemalige Botschaft der Republik Indien, Willy-Brandt-Allee 18 (2013)

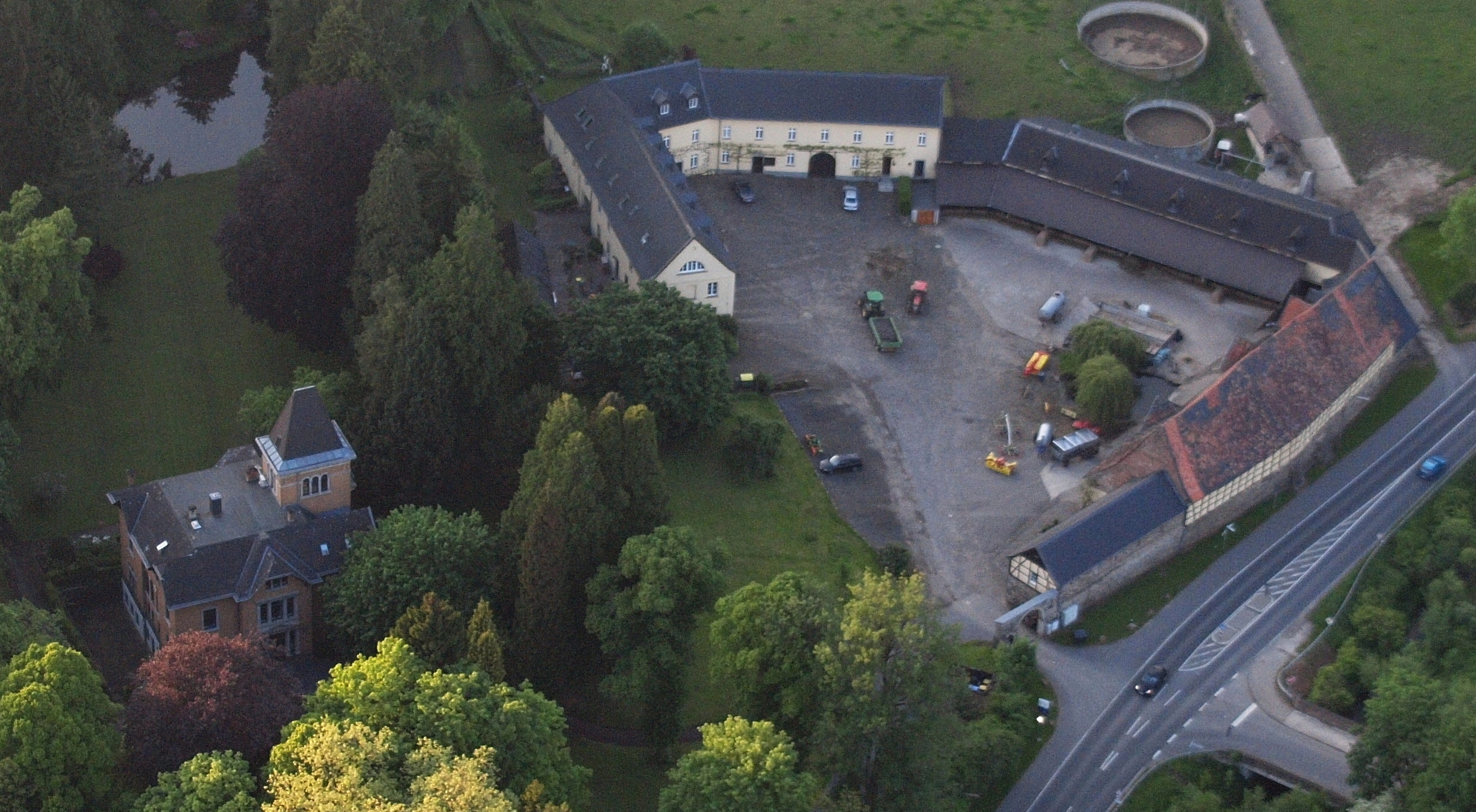
Luftaufnahme des Guts Marienforst, links die ehemalige Residenz der Botschaft (2013)

Die Botschaft der Republik Indien in der Bundesrepublik Deutschland hatte von 1951 bis 1999 ihren Sitz in Bonn, mit einer Außenstelle bis 2002. Die ehemaligen Kanzleigebäude der Botschaft, zwei denkmalgeschützte Villen aus den Jahren 1911 und 1912, befinden sich im Ortsteil Gronau an der Willy-Brandt-Allee (Bundesstraße 9; Hausnummern 16/18).

## Geschichte

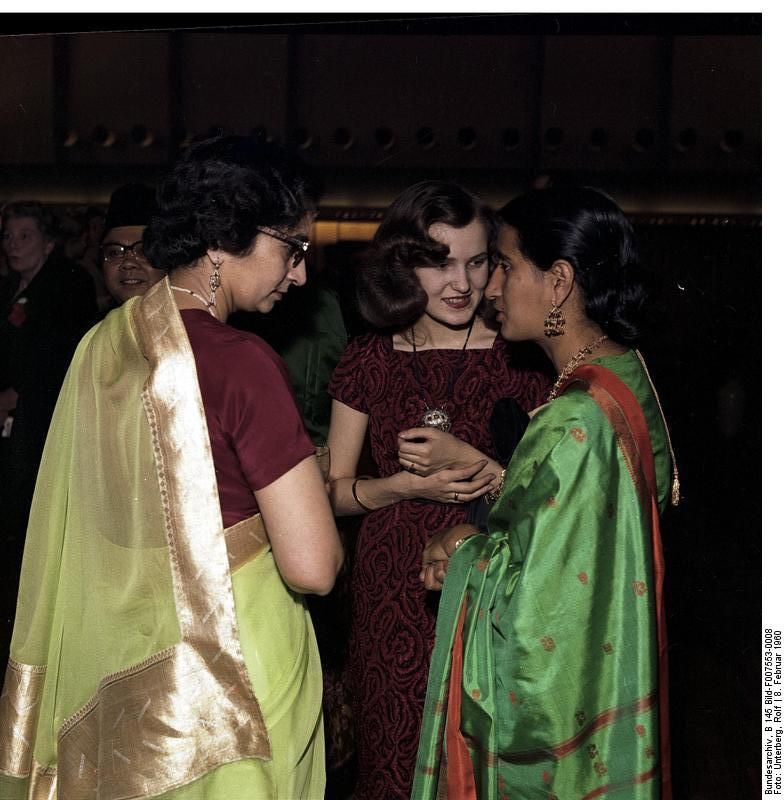
Empfang der indischen Botschaft 1960

Indien gehörte zu den elf Staaten, die bereits seit dem 15. Dezember 1949 mit einer diplomatischen Mission für die Bundesrepublik Deutschland bei der Alliierten Hohen Kommission am Regierungssitz Bonn akkreditiert waren. Die Vertretung unterstand zunächst der ursprünglich beim Alliierten Kontrollrat akkreditierten indischen Militärmission in Berlin und wurde von dem Leiter dieser Mission, dem General Khub Chand, geführt. Spätestens nachdem Indien am 1. Januar 1951 als erstes Land den Kriegszustand mit Deutschland beendet und Indien diplomatische Beziehungen zur Bundesrepublik aufgenommen hatte, wurde die Mission nach Bonn verlegt. Die Kanzlei der Mission ließ sich in der Villa Koblenzer Straße 262 (heute Willy-Brandt-Allee 16) am Rande des neuen Parlaments- und Regierungsviertels nieder. Im November 1951 erhielt die Mission den Status einer Botschaft. Als Residenz der Botschaft, Wohnsitz des Botschafters, diente von Beginn an die Villa Rondorfer Straße 9 im Kölner Stadtteil Marienburg. Bis Anfang der 1960er-Jahre (spätestens 1961) wurde die Kanzlei auf die Nachbarvilla Koblenzer Straße 264 (heute Willy-Brandt-Allee 18), erbaut nach einem Entwurf des Bad Godesberger Architekten Willy Maß, ausgeweitet. Die Büros des indischen Militär- und Marineattachés sowie des Kulturattachés waren zeitweise (Stand: 1958–1960) in der unweit gelegenen Doppelvilla Heussallee 18/20 beheimatet, die Kulturabteilung (Stand: 1966) im Ortsteil Südstadt (Reuterstraße 187). 1969 wurde die Residenz der Botschaft von Köln-Marienburg in den Bad Godesberger Ortsteil Schweinheim (Belderbuschstraße 1) verlegt, 1974/75 innerhalb desselben Ortsteils in die Villa Marienforst. Im März 1982 erwarb Indien das Kanzleigebäude Adenauerallee 262 (heute Willy-Brandt-Allee 16). Sämtliche Abteilungen der Botschaft außer der Kanzlei waren in den 1990er-Jahren außerhalb des Kanzleigebäudes im Ortsteil Gronau (Baunscheidtstraße 7) ansässig.
Im Zuge der Verlegung des Regierungssitzes nach Berlin (1999) zog die indische Botschaft im Oktober 1999 dorthin um (→ Indische Botschaft in Berlin). In Bonn wurde zunächst im Gebäude Willy-Brandt-Allee 16 (Ecke Rheinweg) eine Außenstelle der Botschaft einschließlich der Konsularabteilung – einer von drei konsularischen Stellen Indiens in Deutschland neben der Botschaft in Berlin – belassen, deren Konsularbezirk die Länder Bayern und Nordrhein-Westfalen umfasste. Die Außenstelle gab zuletzt jährlich etwa 33.000 Visa – 50 % der Visa für deutsche Indien-Touristen – und über 800 Pässe aus, wobei sie als eine von seinerzeit nur 21 indischen Vertretungen weltweit einen Profit erwirtschaftete. Im Mai 2002 wurde die Konsularabteilung der Außenstelle geschlossen und stattdessen der Konsularbezirk des indischen Generalkonsulats in Frankfurt am Main um Nordrhein-Westfalen erweitert und Bayern dem Konsularbezirk des neu eröffneten Generalkonsulats in München hinzugefügt wurde. Im April 2005 schrieb die indische Regierung das ehemalige Botschaftsgebäude in Bonn zum Verkauf aus. Die Schließung der Außenstelle und der Verkauf des Gebäudes stießen in der indischen Gemeinschaft aufgrund der hohen Anzahl indischer Staatsbürger in Nordrhein-Westfalen auf Widerstand, der auch in einer Unterschriftenaktion mündete. Auf die frühere Nutzung des Gebäudes durch die Botschaft weisen noch Stuckarbeiten mit indischen Motiven und Ornamenten an seiner rheinwärts gelegenen Außenfassade hin.